# یواس‌اس مانسی (ای‌تی‌اف-۱۰۷)
یواس‌اس مانسی (ای‌تی‌اف-۱۰۷) (به انگلیسی: USS Munsee (ATF-107)) یک کشتی بود که طول آن ۲۰۵ فوت (۶۲ متر) بود. این کشتی در سال ۱۹۴۳ ساخته شد.